# Dippach

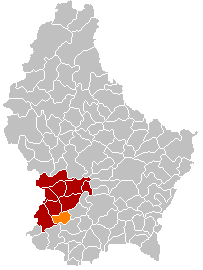
Poloha obce v rámci Lucemburska a kantonu Capellen

Dippach (francouzsky Dippach, německy Dippach, lucembursky Dippech) je jednou z 10 obcí v kantonu Capellen, v Lucembursku. Má rozlohu 17,4 km² a v lednu 2016 zde žilo celkem 4071 obyvatel.

## Geografie a administrativní dělení
Nadmořská výška jejího území je zhruba 350 m. V severozápadní části obce pramení potok Mess, který protéká územím zhruba k jihovýchodu. Dippach se rozkládá v jižní části kantonu.
Sousedními obcemi jsou Garnich a Mamer na severu, Reckingen/Mess a Sassenheim na jihu, Käerjeng na západě a Bartreng na východě.
Sestává ze čtyř místních částí, jimiž jsou:
| německy     | francouzsky       | lucembursky        |
| ----------- | ----------------- | ------------------ |
| Bettingen   | Bettange-sur-Mess | Betten op der Mess |
| Dippach     | Dippach           | Dippech            |
| Schuweiler  | Schouweiler       | Schuller           |
| Sprinkingen | Sprinkange        | Sprénkeng          |

## Doprava

### Silniční
Obcí prochází státní silnice N5/E44, která vede z Lucemburku do obce Pétange na hranici s Francií. Na území obce se kříží se státní silnicí N13, která propojuje mezi sebou dálnici A6/E25 na severu s dálnicí A4 na jihu. Mimo to územím obce prochází několik silnic místního významu.

### Železniční
Ve směru od západu k východu vede přes obec železniční trať.